# Pepe Reina
José Manuel „Pepe“ Reina Páez (* 31. August 1982 in Madrid) ist ein ehemaliger spanischer Fußballtorwart, der zuletzt für Como 1907 aktiv war.

## Karriere

### Vereine

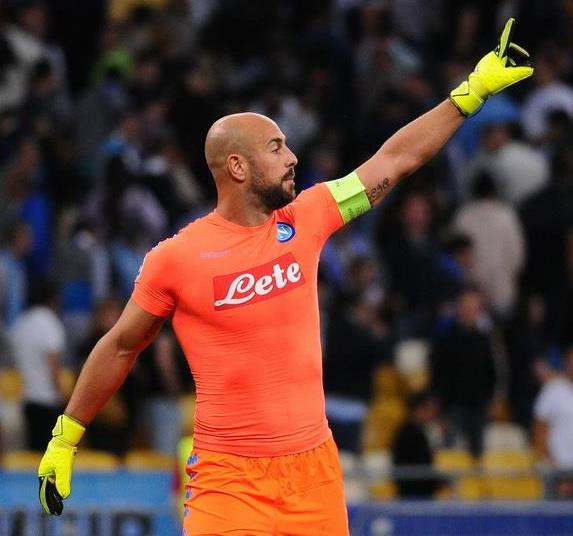
Pepe Reina im Trikot der SSC Neapel (2016)

Reina wurde in Madrid geboren und begann seine Profikarriere beim FC Barcelona. Hier gab er im Alter von 18 Jahren sein Debüt als Profi und bestritt in zwei Spielzeiten 30 Punktspiele. Um Spielpraxis zu sammeln, wechselte er 2002 zum Erstligisten FC Villarreal. In der Saison 2004/05 erreichte er mit Villarreal einen Champions-League-Platz. In dieser Saison wehrte er sieben von neun geschossenen Elfmetern ab.
Zur Saison 2005/06 wechselte Reina in die Premier League zum FC Liverpool. Hier verdrängte er Jerzy Dudek, einen der Mitwirkenden im Champions-League-Finale von 2005, als Stammtorhüter. In seiner ersten Saison gewann er mit Liverpool den FA Cup im Elfmeterschießen gegen West Ham United und den Europäischen Supercup gegen ZSKA Moskau. In der Folgesaison 2006/07 erreichte er mit dem FC Liverpool das Finale der Champions League, musste sich dort aber dem AC Mailand geschlagen geben. Am 9. April 2010 verlängerte der Torhüter seinen Vertrag um sechs Jahre bis zum 30. Juni 2016. Am Ende der Saison 2009/10 wurde er von den Liverpooler Fans zum Spieler der Saison gewählt.
Zur Saison 2013/14 wechselte Reina auf Leihbasis in die Serie A zum italienischen Erstligisten SSC Neapel. Nach der Verpflichtung von Simon Mignolet hätte ihm ein Jahr vor der Weltmeisterschaft 2014 der Verlust des Stammplatzes gedroht. Mit Neapel gewann er 2014 die Coppa Italia.
Zur Saison 2014/15 wechselte Reina zum FC Bayern München, bei dem er einen Dreijahresvertrag unterzeichnete. Am 6. Oktober 2014 zog er sich bei einem Spiel gegen eine Fan-Auswahl eine Muskelverletzung zu und fiel für mehrere Wochen aus. Sein Bundesligadebüt gab er am 14. März 2015 (25. Spieltag) beim 4:0-Sieg im Auswärtsspiel gegen Werder Bremen. Bei seinem dritten Einsatz in der Bundesliga am 9. Mai 2015 (32. Spieltag) gegen den FC Augsburg sah er in der 13. Minute die Rote Karte und wurde bis zum Saisonende gesperrt. Er war der erste spanische Torhüter in der Bundesliga.
Da Reina wieder Stammtorhüter sein wollte, entsprach der FC Bayern München seinem Wunsch und löste seinen noch zwei Spielzeiten gültigen Vertrag auf. Reina kehrte daraufhin zur Saison 2015/16 in die Serie A zur SSC Neapel zurück.
Zur Saison 2018/19 wechselte Reina zur AC Mailand. Er unterschrieb einen Vertrag mit einer Laufzeit bis zum 30. Juni 2021. Als Ersatzmann hinter Gianluigi Donnarumma spielte er in seinem ersten Jahr für Milan in der UEFA Europa League, im Viertel- und Halbfinale der Coppa Italia sowie in vier Ligapartien.
Mit dem Leihgeschäft zwischen der AC Mailand und Aston Villa spielte Reina die Rückrunde der Saison 2019/20 für den englischen Erstligisten.
Zur Saison 2020/21 wechselte Reina aus Mailand zum Ligakonkurrenten Lazio Rom, bei dem er hinter dem albanischen Nationaltorhüter Thomas Strakosha die Nummer 2 sein soll.
Am 8. Juli 2022 wurde offiziell bekannt gegeben, dass Reina nach 17 Jahren zum FC Villarreal zurückkehrt; seine Vertragsbindung ist auf den 30. Juni 2023 datiert.
Im Juli 2024 wechselte er zum Serie-A-Aufsteiger Como 1907. 
Am 20. Mai 2025 gab Reina bekannt, seine aktive Karriere zum Ende der Serie A-Saison 2024/25 zu beenden. In seinem letzten Spiel der Karriere bei der 0:2-Niederlage gegen Inter Mailand wurde er mit einer roten Karte nach einem Foul in der 42. Minute des Feldes verwiesen. Reina erhielt dennoch Standing Ovations im Stadion.

### Nationalmannschaft
Pepe Reina gab sein Debüt in der A-Fußballnationalmannschaft am 17. August 2005 beim
2:0-Sieg im Test-Länderspiel gegen die Auswahl Uruguays. Er gehörte als dritter Torwart hinter Iker Casillas und Santiago Cañizares dem Kader der Weltmeisterschaft 2006 in Deutschland an, kam aber nicht zum Einsatz.
2008 nahm Reina mit der A-Nationalmannschaft an der Europameisterschaft 2008 in Österreich und der Schweiz teil und beendete sie als Europameister. Er kam bei diesem Turnier beim 2:1-Sieg gegen die Auswahl Griechenlands zum Einsatz. Bei der Weltmeisterschaft 2010 in Südafrika wurde er als zweiter Torhüter ohne Einsatz Weltmeister. Bei der Europameisterschaft 2012 in Polen und der Ukraine wurde Reina erneut mit der A-Nationalmannschaft Europameister, war aber erneut zweiter Torhüter hinter Iker Casillas. Bei der Weltmeisterschaft 2014 in Brasilien war er wieder Ersatztorhüter hinter Casillas und kam im dritten – nach zwei Niederlagen unbedeutenden – Gruppenspiel gegen die Auswahl Australiens zu seinem einzigen Turnierspiel.

## Erfolge

### FC Villarreal
- UI-Cup: 2003, 2004

### FC Liverpool
- UEFA Super Cup: 2005
- FA Cup: 2006
- FA Community Shield: 2006
- League Cup: 2012

### SSC Neapel
- Italienischer Pokal: 2014

### FC Bayern München
- Deutsche Meisterschaft: 2015

### Nationalmannschaft
- Weltmeister: 2010
- Europameister: 2008, 2012
- U-16-Europameister: 1999

## Sonstiges
Pepe Reina ist der Sohn des ehemaligen spanischen Nationaltorwarts Miguel Reina.
Seit 2006 ist er mit seiner langjährigen Freundin Yolanda Ruiz verheiratet, mit der er drei Töchter (* 2007, * 2008, * 2015) und zwei Söhne (* 2011 und * 2013) hat.